# Фирсов, Николай Николаевич (писатель)
Николай Николаевич Фирсов (псевдоним: Л. Рускин; 22.09.1839 — не ранее декабря 1917) — прозаик, журналист-международник, переводчик и литературный критик, поэт и мемуарист, общественный деятель.
Известен как исследователь статистики Новгородского края и этнографии Южной Италии. Видный новгородский губернский земский деятель 1860-х годов. Основоположник земской сельскохозяйственной кредитной кооперации в России.

## Биография

### Происхождение
Из дворян Вологодской и Новгородской губерний. Дед по отцу — Пётр Савич Фирсов (1785 — 25.06.1825), участник Отечественной войны 1812 года и зарубежных походов 1813—1814 годов, инженер-генерал-майор (30.07.1820), состоящий при ген.-инспекторе Инженерного корпуса и шефе лейб-гвардии Саперного батальона Его Императорском Высочестве великом князе Николае Александровиче (будущем императоре Николае I), по инженерной части, и членом Инженерного отделения Военно-учётного комитета (30.07.1820 — 25.06.1825), кавалер ордена Святого Георгия IV ст. (12.12.1824).
Отец — Фирсов Николай Петрович (1814 — 28.12.1867), гвардии инженер-полковник. Из юнкеров Михайловского артиллерийского училища с 7.01.1835 г. произведен прапорщиком артиллерии, с оставлением при училище; с 24.02.1837 — уволен «по домашним обстоятельствам» с чином подпоручика; с 28.09.1838 — из отставных подпоручиков артиллерии определён в службу в полевые инженеры прежним чином прапорщика по Инженерному корпусу; с 16.01.1842 — из полевых инженер-прапорщиков переведен в гвардейские инженеры подпоручиком; с 6.12.1843 — производится в гвардейские инженер-поручики; с 6.12.1847 — из гвардейских инженеров, состоящих при Управлении начальника инженеров Гвардейских и Гренадерского корпусов, переводится тем же чином в лейб-гвардии Саперный батальон, с зачислением по саперным батальонам, и с оставлением при начальнике инженеров Гвардейских и Гренадерского корпусов; с 6.12.1849 — произведён в штабс-капитаны лейб-гвардии Саперного батальона, с оставлением в должностях; с 6.12.1850 — в инженер-капитаны лейб-гвардии Саперного батальона, с оставлением при Управлении начальника инженеров Гвардейских и Гренадерского корпусов; с 26.02.1855 — из инженер-капитанов лейб-гвардии Саперного батальона произведен на вакансию в инженер-полковники, с зачислением по саперным батальонам и с оставлением при начальнике инженеров Гвардейских и Гренадерского корпусов; с 6.06.1855 из саперных батальонов переведен гвардейским инженер-полковником, с оставлением при Управлении начальника инженеров Гвардейских и Гренадерского корпусов; кавалер ордена Святого Владимира 4-й ст. (6.12.1853), ордена Святого Станислава 2-й ст. (8.06.1856) и 2-й ст. с императорской короной (30.08.1857), ордена Святой Анны 3-й ст. (2.12.1845) и 2-й ст. с императорской короной (30.08.1861); за успешное возведение батарей при деревне Бронной 3.09.1856 г. объявлено монаршее благоволение. Скончался в своей квартире в С.-Петербурге, в доходном доме Гаккера, по 5-й линии В.О., похоронен на Волковом кладбище С.-Петербурга.
Мать — Фирсова Анна Андреевна, урождённая Яковлева, помещица деревень Дорогушихи, Беляевской, Рожновской (Ратковской), Угольской, Грибцовской (Грабцевской) и др. при р. Свите Кадниковского уезда Вологодской губернии.
Дед по матери — Яковлев Андрей Григорьевич (1788 — после 1862), кадет (с 23.11.1803) Морского кадетского корпуса, гардемарин с 15.06.1804, участник Русско-турецкой войны 1806—1812 гг. (в составе эскадры в Адриатическом море из гардемаринов с 12.01.1807 произведен в мичмана), лейтенант флота с 1.02.1811, капитан-лейтенант флота (с 28.04.1821) в должности командира (с 29.12.1826) 1-го ластового экипажа, подполковник с 11.09.1828, полковник с 21.10.1830 (при отставке), кавалер ордена Святого Владимира 4-й ст. (14.12.1823), имел знак отличия «Беспорочная служба XX» (22.08.1829). С 18.01.1836 с детьми (Григорием, Анной, Елизаветой и Екатериной) внесен во II ч. (по военному чину) ДРК Новгородской губернии (утвержден в Новгородском дворянстве с 26.02.1857).

### Служба
До 13 лет Фирсов получал домашнее образование; изучал английский, немецкий и французский языки. Русскому языку и латыни обучался у дяди, Александра Петровича Фирсова, младшего брата отца, университетского товарища и приятеля поэта-петрашевца А. Н. Плещеева. Благодаря Плещееву, который часто посещал дом Фирсовых и поддерживал в увлечение Николая поэзией и литературой, он «с раннего детства» был знаком с Ф. М. Достоевским и Н. А. Некрасовым. В 1852 году поступил в подготовительный пансион барона К. К. Клодта, затем (1853) в Михайловское артиллерийское училище, где его учителем был Г. Е. Благосветлов. Из фельдфебелей артиллерийского училища с 30.06.1858 произведён прапорщиком полевой пешей артиллерии, с зачислением в Михайловскую артиллерийскую академию, для продолжения образования. После выпуска из училища «как знакомый и бывший ученик» посещал «около 1860-го года» редакцию журнала Г. Е. Благосветова «Русское слово», в котором опубликовал несколько своих первых юношеских стихотворений. Г. Е. Благосветов — последователь идей Н. Г. Чернышевского и член «Земли и воли» (1861—1864), поставившей задачу подготовки народной революции, учитель русского языка Фирсова и в пансионе Клодта, и в Михайловском училище, наряду с Плещеевым воспитал интерес у Фирсова к русской словесности и ввел в круг литераторов редакции «Русского слова», где он познакомился с А. В. Дружининым, И. И. Панаевым, Д. В. Григоровичем, И. А. Гончаровым и др. Обучаясь в Михайловской академии (1858―1860), познакомился с П. Л. Лавровым, преподававшим математические науки. Лавровым были разработаны теоретические основы пропагандистского течения революционного народничества. Фирсов слушал в Петербурге его философско-исторические лекции, встречался с ним позднее в Лондоне в 1874 и в Париже в 1880 годах. В 1860 году выпущен из Михайловской академии подпоручиком полевой пешей артиллерии и прикомандирован к 1-й легкой Его Величества артиллерийской батареи бригады лейб-гвардии Конной артиллерии; из подпоручиков с 24.03.1861 г. уволен в отставку «по домашним обстоятельствам», с пожалованием чина поручика артиллерии.
В этот период — с 1858 по 1862 год, начал стал сотрудничать в журналах «Современник», «Русское слово», печатать в «журнале для взрослых девиц» «Рассвет» (с 1861 по 1862 год — его соредактор, совместно с В. А. Кремпиным) биографические очерки о русских писателях («Д. И. Фонвизин» — 1859; «Г. Р. Державин» — 1859; «Княгиня Е. Р. Дашкова» — 1860; «А. П. Сумароков» — 1860; «В. А. Жуковский» — 1861) и сентиментально-бытовые повести («Бабушка» — 1860; «Смех и слезы» — 1861), существенно отличающиеся по содержанию и тональности от его позднейших «реалистичных» рассказов. В редакции «Рассвета» он сотрудничал с Д. И. Писаревым, ведущим библиографический раздел журнала. Д. И. Писарев занимал особое место в русском радикализме, выступив журнале «Русское слово» за устранение всех препятствий, стоявших на пути человеческой индивидуальности, будь то бытовые и семейные устои, традиции, религия или авторитеты. Сторонники Писарева получили название нигилистов.

#### Земский деятель
В конце 1862 от деда по линии матери — полковника А. Г. Яковлева, получил в дар имение в Белозерском уезде Новгородской губернии, а от бабки — А. И. Яковлевой, получил имение в Кадниковском уезде Вологодской губернии. С 10.12.1862 внесен во II ч. (по военному чину) ДРК Новгородской губернии (утвержден в новгородском дворянстве с 11.02.1864).
С января 1863 по декабрь 1869 — предводитель дворянства Белозерского уезда Новгородской губернии, с причислением, по штатам, к Министерству внутренних дел. По должности дворянского предводителя, был председателем Белозерской дворянской опеки, постоянным директором Белозерского тюремного отделения и председателем Белозерского комитета общественного здравия. Одновременно со службой дворянским предводителем, служил, по выборам и по назначению, в других должностях.
С 1863 по 1872 — гласный Новгородского дворянского депутатского собрания, от Белозерского уезда.
Сенатским определением, по Министерству юстиции, с 17.10.1866 утвержден в должности и звании почётного мирового судьи Белозерского уезда.
С 1868 по 1869 — председатель Белозерского мирового съезда по крестьянским делам.
С 1865 по 1868 — председатель Белозерской уездной земской управы (с 1868 по 1869 — член Управы).
С февраля 1865 по декабрь 1869 — гласный Новгородского губернского земского собрания от Белозерского уезда. Как гласный, с 17.03.1865 избран членом Новгородской губернской земской комиссии по процедурным вопросам; с 20.11.1865 — членом Губернской земской комиссии для рассмотрения сметы и раскладки губернского сбора; с 29.11.1865 — членом Губернской земской комиссии по вопросу закрытия Губернского статистического комитета и возложении его обязанностей на Статистическое отделение Губернской земской управы; с 1.12.1865 — членом Новгородской особенной губернской земской комиссии; с 2.12.1866 — членом Губернской земской комиссии, по первоочередным делам и вопросам; с 20.11.1868 и с 2.12.1869 избирался членом Губернской ревизионной (поверочной) земской комиссии; с 1.12.1868 — членом Губернской земской комиссии о переселении эстонцев.
С 1865 по 1866 год состоял действительным членом С.-Петербургского собрания сельских хозяев.
С 1865 по 1869 — сотрудником-корреспондентом С.-Петербургского комитета грамотности Императорского Вольного экономического общества.
С 1867 по 1869 — от Министерства внутренних дел назначен председателем Белозерского училищного совета.
С 7.12.1869 по 14.12.1872 — председатель Новгородской губернской земской управы. С 15.12.1871 по 19.12.1872 — от земства избран членом Новгородского губернского училищного совета. Высочайшим приказом от 20.12.1871 № 28, по ведомству Министерства народного просвещения, был утвержден в звании почетного попечителя Новгородской гимназии — на три года, с 1872 года.
Сенатским определением от 9.10.1872, утвержден в звании почётного мирового судьи Белозерского уезда Новгородской губернии, на новое 3-летие.
В течение лета-осени 1870, по инициативе Н. Н. Фирсова, и по постановлению Новгородского губернского земского собрания, был выработан первый проект примерного устава для ссудо-сберегательных товариществ Новгородской губернии, выделены от новгородского земства ссуды для образования основного капитала ссудных товариществ и в Новгородской губернии открыты пять первых в России ссудно-сберегательных сельскохозяйственных товариществ.
С 1.12.1870 — член Комиссии для составления проекта об устройстве Кончанского военного инвалидного дома (в селе Кончанском Боровичского уезда, в память генералиссимуса графа А. В. Суворова-Рымникского, жившего в этом селе).
С 1871 по 1872 г. — от земства избран членом правления Новгородского попечительного о бедных общества.
В 1860-х — начале 1870-х годов публиковал в газетах «Санкт-Петербургские ведомости» и «Неделя», журнале «Вестник Европы», статьи по вопросам земства и новгородских ссудо-сберегательных сельских товариществ (отдельное издание — «Сельские ссудосберегательные товарищества в Новгородской губернии»), материалы по истории и статистике Новгородского края, положению пролетариата на Западе («Современное положение рабочей силы в Европе и Америке» -1873) и др. Будучи действительным членом Новгородского губернского статистического комитета, в 1865 году выступил корреспондентом «Новгородского сборника», издаваемого комитетом.
Кавалер ордена Святого Станислава 2-й ст. (16.07.1865), имел знак отличия «За введение в действие положений 1861 года. 17 апреля 1863».
Помещик Кодановской волости Кадниковского уезда Вологодской губернии: за ним состояло имение в деревне Карцово (Карцева) при селе Заднем (Георгиевском тож), в коем, по 10-й ревизии — 1858 года, с переведенными в него крестьянами из деревень Средняя, Лучкино и Косиково, было 40 душ мужского пола временно-обязанных крестьян и 1803 десятины 1390 квадратных сажени «земли удобной и неудобной», перешедшее во владение Н. Н. Фирсова по дарственной записи от 20.12.1862, совершенной помещицей того же уезда. полковницей Анной Ивановной Яковлевой, бабкой Н. Н. Фирсова по линии матери (А. И. Яковлевой также принадлежало имение в Задносельской волости Кадниковского уезда Вологодской губернии: деревни Иевлево (Иевлевское) и Сидоровская, — в коем, по 10-й ревизии — 1858 г., было 49 крестьянских душ муж. пола).
Помещик Белозерского уезда Новгородской губернии: за ним состояло имение в деревне Осинник, в коем, по 10-й ревизии — 1858 г., с переведенными в него крестьянами из сельца Ангозеро, деревень Максимовой, Агеевой, Орловой, Труниной, Костино, Лесуково и Закалитье, состояло 44 души мужского пола временно-обязанных крестьян и 382 десятины 2374 квадратных сажени «удобной и неудобной земли», перешедшее во владение Н. Н. Фирсова по дарственной записи от 20.12.1862, совершенной помещиком того же уезда, полковником Андреем Григорьевичем Яковлевым, дедом Н. Н. Фирсова, по линии матери.
В 1873 году вернулся в С.-Петербург. Приказом министра финансов от 29.01.1873 № 1, из отставных артиллерии-поручиков определён в службу в Министерство финансов, с причислением по штатам к министерству, с 8 января 1873 года. Владея английским, французским, немецким, итальянским языками и латынью, в конце того же — 1873 года, по распоряжению Министерства финансов, командирован в Англию комиссаром Русского отдела международных выставок Кенсингтонского музея в Лондоне, где служил по 1875 год. Приказом министра финансов от 13.10.1875 № 10, по прошению, в чине коллежского асессора уволен от службы.

## Творчество
Фирсов писал фельетоны об английской политической жизни для газет «Молва», «Новости и биржевая газета» (цикл статей «Русские в Лондоне» — 1885). Благодаря дружеским взаимоотношениям с Дж. Л. Фарли, ирландским банкиром, дипломатом и автором книг об истории Среднего Востока, Фирсов много печатался в английских журналах «Oriental Star» и «Scottish Review». Английские впечатления отразились также в статьях «Ирландский вопрос» и «Отверженный Лондон», опубликованных в «Отечественных записках» (1881, 1884). Однако действие большинства напечатанных здесь произведений Фирсова («На реке» — 1877; «Биржевые сирены в Заглохлове» — 1877; «Молодые побеги от старых корней» ― 1878, 1879; «На заре» — 1880; «Барин и парень. (Молодые побеги от старых корней)» — 1880; «Из летописей Трущобска» — 1881; «Земские арабески» — 1882; «Союзники. Из свежих преданий Трущобска» — 1882; «На барской милости» — 1883) происходит в русской провинции сразу после отмены крепостного права, в эпоху, которую герои называют «российским ренессансом». После закрытия «Отечественных записок» (1884) Фирсов сотрудничал с «Северным вестником», в котором дебютировал романом «Куда ни кинь все клин (Из истории одного семейства)» (1885), продолжавшим «трущобский» цикл: герой, идеалист и «дон кихот» 1860-х гг., разорившийся из-за стремления помочь народу, становится русским консулом в Эфиопии и терпит идейное и нравственное поражение, превращаясь в чиновника-взяточника. Ещё раз к «трущобской» теме Фирсов обращается в рассказе «Последняя рекрутчина», опубликованном в журнале «Книжки Недели» (1895), где сотрудничал с конца 1870-х гг. Там появился роман «Под грозой» (1878), изобилующий риторикой и неправдоподобными сюжетными поворотами, в нём любовно-криминальная интрига и авантюрная фабула (в ходе русско-турецкой войны героиня, переодетая мужчиной, совершала подвиг и попадала в плен) сочетались с отголосками модной идеи о наследственном характере преступности. В центре повести «Забытые» (1880) — описание жизни в монастыре, представленном как «живая могила». В этих произведениях находит свое продолжение тенденция, наметившаяся уже в ранних повестях Фирсова: особое внимание к становлению женского характера, вопросам женского воспитания и образования, эмансипации женщины в современном обществе.
В январе 1862 Фирсов впервые побывал в Италии. В Милане познакомился с Дж. Гарибальди, с которым позднее встретился в 1880 в Риме и в 1882 в Неаполе. Уже тогда он начал интересоваться историей современной Италии и процессом объединения страны. По причине болезни сестры и впоследствии из-за заболевания сына (от 2-го брака) полиомиелитом, с 1879 года большую часть времени жил в Италии, преимущественно в её южной части, часто посещая Неаполь, Салерно и города Южной Италии, а также Сицилию. Зиму 1883-84 годов он провел с сыном в маленьком городке Кава-де-Тиррени. В мае 1884 Фирсов тяжело заболел сам, врачи поставили диагноз полиомиелит. Больше года он пролежал в Международном госпитале в Неаполе и из-за болезни в Россию больше не возвращался. Совершив несколько путешествий по Южной Италии, как итальянский корреспондент сотрудничал в журналах «Дело», «Журнал для всех», «Русское богатство», «Русская старина», «Отечественные записки», «Северный вестник», «Заграничный вестник», газетах «Голос», «Новое время», «Новости», «Русские ведомости», «Биржевые ведомости», «Курьер», «Русская правда» и др. изданиях, занимался переводами сочинений итальянских, немецких и английских авторов; сотрудничал с немецким еженедельником «Die Nation», где публиковал статьи о русских писателях, художниках и музыканта. В Неаполе писал, переводил с французского, английского, немецкого и итальянского языков, получал русские газеты и журналы, переписывался с русскими литераторами, доставлял русские книги и брошюры неаполитанцам, знающим русский язык. Переписывался с В. Ф. Коршем, П. А. Гайдебуровым, М. М. Стасюлевичем. Фирсова навещали русские писатели (П. Д. Боборыкин, И. А. Новиков), сам он посещал дом К. М. Станюковича, о котором оставил воспоминания, напечатанные в журнале «Вестник знания».
К бытовым очеркам Фирсова из итальянской жизни (1887―1888, 1894―1895) примыкает цикл «Письма из Италии» (1892―1895) о положении итальянской интеллигенции, взаимоотношениях «народов» северной и южной Италии после объединения страны, различиях итальянских диалектов. Фирсову также принадлежит ряд статей и рецензий об истории евреев в Италии и их современном положении для журнала «Восход» (1888―1892, 1894). В 1880-е гг. постоянный корреспондент «Новостей и биржевой газеты». В 1890-е гг. в газете «Русские ведомости» публиковал фельетоны, большая часть которых выходила под общим названием «Об итальянцах», но была посвящена и традициям народов Южной Италии.
Сотрудничество с литературным журналом «Книжки Недели» стало одним из самых продолжительных в биографии Фирсова. Здесь он издал «Под грозой: Повесть из времен последней русско-турецкой войны» (1878. № 1-4) и в течение 25 лет публиковал переводы итальянских романов, в том числе «Николо де-Лапи» (1880. № 7-11) Массимо д’Азельо (d’Azeglio; 1798—1866), автобиографические очерки о бытовой жизни итальянского народа («Землетрясение», «Из заморских обычаев. Родительская суббота в Сицилии», 1887; «Храм отчаяния», 1888; «В Итальянской глуши», «Бабий городок», 1889; «Карузи», 1894; «У учительских сироток», 1895), а также повести и рассказы с российским сюжетами («Забытыe повести из монастырской жизни», 1880, № 1-2; «Последняя рекрутчина: Рассказ», 1895, № 9-10). Для журнала он также переводил с английского и французского языков.
В Неаполе Фирсов был в хороших отношениях с немецким зоологом Антоном Дорном (Dohrn; 1840—1909), основателем неаполитанской Зоологической станции «Антон Дорн», и его женой, М. Е. Барановской. Сын Фирсова — Андрей, вырос в доме Дорна как родной, впоследствии проживал у сестры Дорна в Карлсруэ. В доме Дорна Фирсов общался с русскими и иностранными зоологами и представителями др. естественных наук, в том числе Виктором Андреевичем Фаусеком (1861—1910), приезжавшим в Неаполь вместе с женой Ю. И. Андрусовой. Был хорошо знаком с Ольгой Павловной Вавиловой, супругой известного итальянского медика и сенатора Фердинандо Палашано (Palasciano; 1815—1891), и многими представителями русской колонии в Неаполе. Фирсов дружил и с такими неаполитанскими интеллектуалами и художниками, как исторический живописец Камилло Миола (Miola; 1840—1919) и знаменитый скульптор Винченцо Джемито (Gemito; 1852—1929).
Фирсов очень интересовался искусством и литературой итальянского веризма. Перевёл на русский язык отрывки прозы Джованни Верги из цикла «Побеждённые» (Книжки недели. 1881. № 9-12) и ряд других его рассказов, а также в 1882—1884 годах рассказы Верги, Луиджи Капуаны и др. писателей-веристов для «Отечественных записок». Для «Русских ведомостей» он также выполнил переводы таких популярных итальянских исторических романов, как «Мои темницы» (1886. Т. 24-25) Сильвио Пеллико (Pellico; 1789—1854), «Последняя королева (Maria Sofiadi Borbone)» (1907. Т. 108) Давида Гальди (Galdi; ?-1935), «Ее величество королева» (1909. Т. 16) Николы Мизази (Misasi; 1850—1923). Фирсов также переводил стихотворения Джозуэ Кардуччи (Carducci; 1835—1907) и Франческо Петрарки (Petrarca; 1304—1374). Как отмечает Елена Шкапа, «справедливости ради необходимо отметить, что в большой степени именно благодаря Николаю Николаевичу Фирсову и Михаилу Михайловичу Иванову русскому читателю становится известна итальянская беллетристика того времени, и до сих пор почти все произведения писателей-веристов (и не только) конца XIX -начала XX веков выходят в их переводе».
Последние 15 лет жизни работал над мемуарами «Воспоминаниями шестидесятника» («Первый земский съезд» — 1906; «Воспоминания о П. Л. Лаврове» — 1907; «Трагический конец благого начинания» — 1909; «Силуэты времени реформ» — 1910; «В редакции журнала „Русское слово“» — 1914), публиковавшиеся в журнале «Исторический вестник» С. Н. Шубинского
В начале ХХ в. он собирался издать издать книгу «Рассказы об Италии», в которой описал итальянские области с юга до севера, их историю, характер народа, а также литературу, язык и культуру каждой из них. До сих пор неизвестно, в каком издательстве он хотел напечатать книгу; сохранились только рукопись и предварительный план её трех частей. Хотя Фирсов побывал во всех описанных в книге местах, «Рассказы об Италии» не относятся к жанру путевых заметок и не являются художественной литературой. Стиль и точка зрения Фирсова всегда журналистские и публицистические, так же как и в очерках об итальянской жизни, опубликованных в газетах и журналах. Его ироническое и подробное изложение от первого лица отличается глубоким знанием духа итальянского народа, особенно южного. Он не ограничивался простым описанием природы, традиций и обычаев страны, но тонко чувствовал характер исторических перемен, последовавших за объединением Италии, и в продолжение многих лет знакомил с ними русскую публику. Некоторые извлечения из неопубликованных «Рассказов об Италии» Н. Н. Фирсова и историко-литературные комментарии приведены в статье Е. С. Шкапа.
Точная дата смерти и место захоронения Фирсова неизвестны. Последнее известное письмо Фирсова было написано в Неаполе в декабре 1917 года. Дальнейшие сведения о нём не выявлены.

## Семья
Фирсов был женат дважды.
Первым браком с 1861 года — на своей троюродной сестре по линии матери, урождённой девице Елизавете Григорьевне Небольсиной (9.11.1840 — 1865), младшей дочери товарища министра финансов (с июня 1863 по май 1866, при министре М. Х. Рейтерне), сенатора (с июня 1863), члена Государственного совета, присутствующего в Департаменте государственной экономии (с января 1868) и почётного члена Совета торговли и мануфактур Министерства финансов (с 1872) Григория Павловича Небольсина (25.11.1811 — 16.06.1896) и внучки Небольсиной Надежды Григорьевны, урождённой Яковлевой, родной сестры деда Н. Н. Фирсова. В первом браке имел дочь, после смерти матери оставшуюся жить в семье сенатора Небольсина.
Вторая жена с 1868 года — М. А. Фирсова, с 1871 по 1872 служившая попечительницей Детского пристанища (приюта) на Торговой стороне (Новгорода Великого) ведения Новгородского попечительного о бедных общества. Во втором браке имел сына Андрея (1868 — после 1925), инженера-электрика, получившего образование в Политехническом институте в Карлсруэ и уехавшего в С.-Петербург, где служил в должности товарища директора-распорядителя Русского акционерного общества «Сименс-Шуккерт».